# Mimela sericea
Mimela sericea – gatunek chrząszcza z rodziny poświętnikowatych, podrodziny rutelowatych i plemienia Anomalini.

## Taksonomia
Gatunek ten został opisany w 1905 roku przez Friedricha Ohausa.

## Opis
Ciało długości od 16 do 20 mm i szerokości od 9,5 do 11,5 mm, w obrysie owalne, szerokie z tyłu, raczej płaskie, granulowane i opalizujące (z wyjątkiem pygidium), z wierzchu głęboko zielone, od spodu pomarańczowo-brązowe. Nadustek szeroki, przeciągle zaokrąglony. Krótkie przedplecze ma przednie kąty ostre, zaś tylne dobrze zaznaczone. Odnóża z udami pomarańczowymi, natomiast goleniami i stopami miedzianymi. Na każdej z pokryw przebiega równolegle do zewnętrznego brzegu, od ramion po zewnętrznej części krawędzi wierzchołkowej, niewyraźny pas, który nieco bardziej błyszczy od reszty ich powierzchni. Śródpiersie niewyciągnięte w wyrostek, zapiersie zaś gładkie pośrodku i słabo pomarszczone oraz szaro omszone po bokach.

## Rozprzestrzenienie
Chrząszcz znany z indyjskiego stanu Sikkim oraz z Nepalu.